# Филателистическая экспертиза

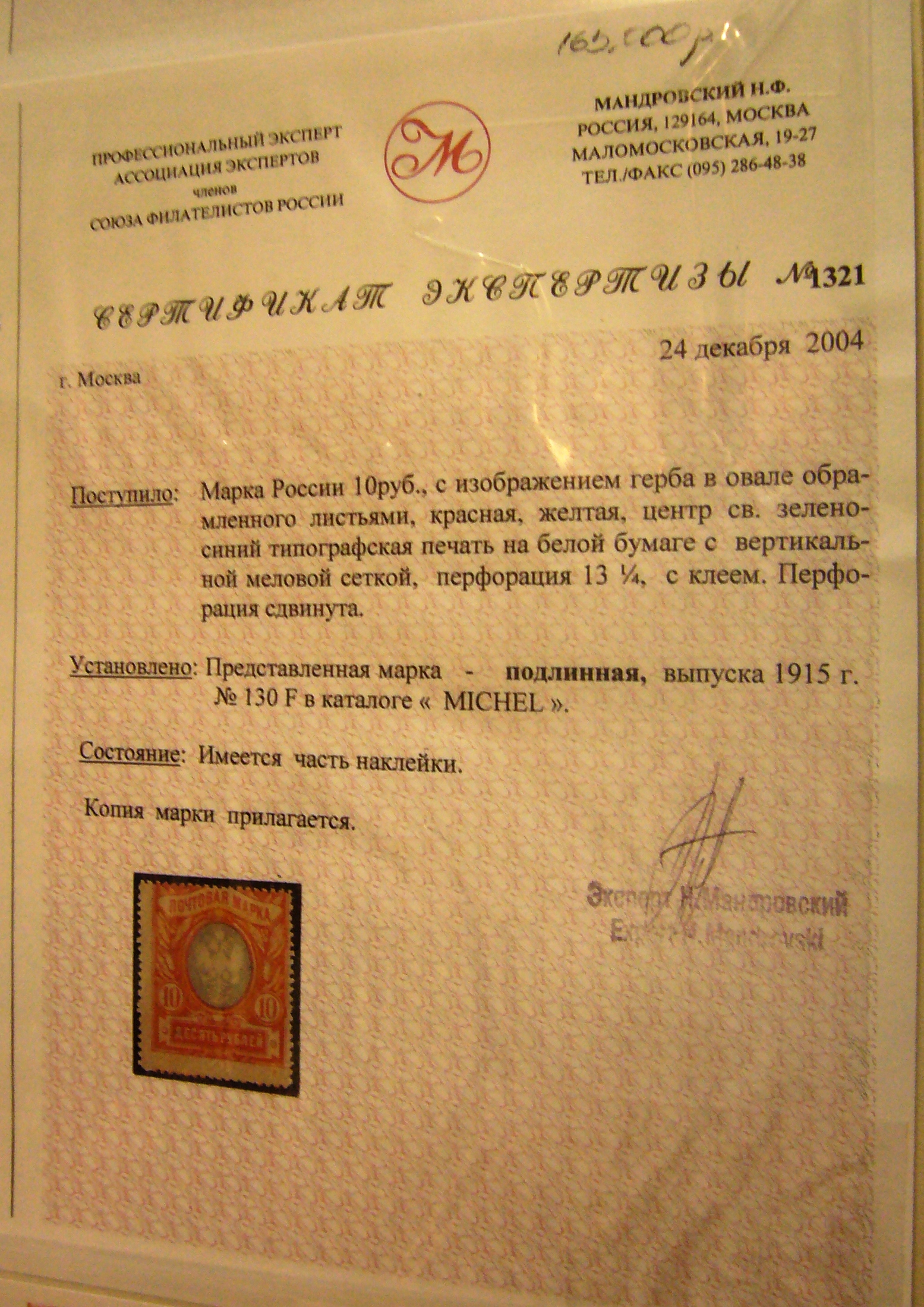
Сертификат экспертизы почтовой марки России 1915 года номиналом в 10 рублей(Mi #130F), выполненной экспертом Ассоциации экспертов — членов Союза филателистов России

Филателисти́ческая эксперти́за (лат. expertus — опытный, сведущий) — исследование марок и других филателистических материалов специалистами высокой квалификации — экспертами с целью верификации подлинности марки и гашения, оценки качества, выявления косметического ремонта, скрытых дефектов, правильности франкировки.

## Описание
В коллекционировании марок часто прибегают к использованию экспертных комиссий или отдельных экспертов. Исследование проводят с помощью оптических и иных средств. Для экспертизы марок применяют лупы, кварцевые лампы, микроскоп, а в отдельных случаях и другие приборы.
На клеевой стороне марок, прошедших экспертизу, ставится с помощью маленького штемпеля экспертный знак, расположение и направление которого отражает результаты экспертизы, а также выдаётся свидетельство (аттестат), на котором в увеличенном виде воспроизводится фотография прошедшей экспертизу марки.
Экспертиза осуществляется за определенную плату.
|  |  |  |

## Ход экспертизы
Пример того, что может включать в себя экспертиза конверта с марками:
1. В отношении собственно конверта:
  1. Есть ли следы ремонта:
    1. Отреставрированные разрывы.
    2. Следы отбеливания пятен.
    3. Отрезанный край конверта, разорванный при его вскрывании.
    4. Стёртые карандашные отметки, сделанные ранними коллекционерами марок.

  2. Подлинность конверта:
    1. Проверка «возраста» бумаги, сравнение с датой прохождения конвертом почты.
2. Марки на конверте:
  1. Проверка подлинности марок.
  2. Правильно ли использованы марки? Например использование марки спустя годы после её выхода из обращения на почте.
  3. Были ли отремонтированы марки (очищены, отбелены, реперфорированы)?
  4. Были ли марки сняты с конверта и приклеены заново? Обычно используется для выявления редких разновидностей марок.
  5. Были ли марки сняты с конверта?
  6. Были ли добавлены на конверт марки уже после его прохождения через почту? Например, наклеивание какой-либо редко используемой марки на существующий обычный конверт, что повышает его ценность.
  7. Были ли заменены марки? Например, замена марки в отличном состоянии на марку с повреждением на обратной стороне, так как этого повреждения не будет видно на конверте.
3. Почтовые пометки на конверте:
  1. Подлинны ли отметки почты?
  2. Соответствуют ли отметки почты времени использования конверта?
  3. Не были ли добавлены на конверт фальшивые отметки почты, чтобы повысить его ценность?
  4. Подлинны ли чернила и относятся ли они к соответствующему периоду времени?

Если в ходе экспертизы применяется кварцевая лампа, то в её ультрафиолетовых лучах бумага каждого сорта и краски будет давать специфическое свечение. С помощью кварцевой лампы можно установить подлинность марок, некоторые разновидности, невидные без лампы (различия красок, сортов бумаги в отдельных заводах, повторных выпусках и т. д.), а также определить искусную реставрацию.

## Международная ассоциация
Первый конгрессы филателистических экспертов состоялся 9—10 октября 1954 года во время Международной филателистической выставки в Мерано (Италия). На конгрессе была образована Международная ассоциация филателистических экспертов (АИЕП; от фр. Association internationale des experts en philatélie — AIEP), и 10 октября 1954 года считается днём её основания. По состоянию на сентябрь 2008 года, Россию в этой организации представляли Манфред Добин (Санкт-Петербург), Игорь Родин (Москва) и Валерий Загорский (Санкт-Петербург).
При Союзе филателистов России создана отечественная Ассоциация экспертов.

## Печатные издания
Печатным органом АИЕП и ФИП является журнал англ. «Fakes, Forgeries & Experts». Он публикуется с 1998 года в Дании международным скандинавским филателистическим аукционом «Postiljonen AB».
Кроме того, Филателистическим фондом (The Philatelic Foundation), базирующимся в Нью-Йорке, с 1983 года издаётся собственный журнал по филателистической экспертизе — «Opinions».